# Regeneracjonizm
Regeneracjonizm (hiszp. regeneracionismo) – nurt intelektualny, polegający na obiektywnych i naukowo udokumentowanych rozważaniach dotyczących przyczyn kryzysu i okresu dekadencji, jaki rozpoczął się w Hiszpanii pod koniec XIX wieku. 

## Wstęp
Pojawienie się nowego nurtu, zwanego regeneracionismo, było konsekwencją porażki, jaką hiszpańskie wojska odniosły w starciu ze Stanami Zjednoczonymi w 1898 roku oraz utraty ostatnich zamorskich kolonii królestwa, tj. Kuby, Portoryko oraz Filipin. Ta klęska była gwoździem do trumny dla ówczesnego systemu politycznego i uwidaczniała potrzebę zmian. Konieczne stało się podjęcie środków ukierunkowanych na odbudowę i reorganizację życia politycznego i społecznego.
Termin regeneración (regeneracja) odzwierciedla nadzieję na odbudowę systemu politycznego państwa. Celem działaczy tego nurtu było krytykowanie systemu restauracji dynastii Burbonów (wówczas na tronie miał zasiąść Alfons XIII) oraz głoszenie potrzeby reorganizacji i modernizacji hiszpańskiej polityki. Motto Joaquina Costy Despensa, escuela y siete llaves sobre el sepulcro del Cid, najbardziej charyzmatycznego reprezentanta grupy ideologów i polityków omawianego nurtu, trafnie reasumuje ich podstawowe poglądy. Zacytowane zdanie można rozumieć jako propagandę potrzeby zapomnienia o dawnych sukcesach oraz skupienia się na wzbogacaniu państwa poprzez przeprowadzenie reform ekonomicznych i społecznych oraz podniesienie poziomu edukacji dzięki zakładaniu publicznych szkół. Żeby móc dorównać gospodarkom rozwiniętych państw Europy, potrzebny był rozwój przemysłowy oraz postęp nauki i technologii. W sprawie poprawy systemu rządzącego istotną sprawą byłoby wprowadzenie demokracji, kończąc jednocześnie z ustalonymi z góry wynikami wyborów (przekupstwo) oraz przeprowadzenie reformy administracyjnej.

## Literaci nurtu intelektualnego zwanegoregeneracionismo
Intelektualistów omawianego nurtu  często myli się z autorami należącymi do tzw. Pokolenia 1898, jako że obie grupy wykazywały się ogromną troską o kryzysową sytuację w kraju i silnie krytykowały go za zacofanie w stosunku do rozwiniętej cywilizacji europejskiej. Różnica między nimi polegała na obiektywnym i udokumentowanym spojrzeniu tych pierwszych, w przeciwieństwie do subiektywnej i artystycznej formy pokolenia 98’ (autorzy: Unamuno, Valle-Inclán, Pío Baroja, Azorín...).  
Poza niewątpliwym liderem Joaqínem Costa, spośród autorów regeneracionismo wyróżniają się: Macías Picavea, Lucas Mallada, Rafael Altamira y Crevea.

## Czasopisma intelektualistów
Czasopisma zakładane przez intelektualistów służyły rozprzestrzenianiu nowej i rzetelnej wizji Hiszpanii oraz zdemaskowaniu fałszywego obrazu stabilności politycznej kraju budowanego przez rząd Canovasa, który zakładał ciągłą naprzemienność partii rządzących. Najważniejsze tytuły to: "Revista Contemporánea" (założona przez José del Perojo), "La España Moderna" (José Lázaro Galdiano) i "Nuevo Teatro Crítico" (Emilia Pardo Bazán).